# 명탐정 코난: 감벽의 관
《명탐정 코난: 감벽의 관》(일본어: 紺碧の棺(ジョリー・ロジャ) 칸베키노 조리로자[*])은 명탐정 코난의 11번째 극장판으로서, 일본에서 2007년 4월 21일, 대한민국에서 2018년 2월 14일 (밸런타인데이)에 개봉한 애니메이션 영화이다. 상영시간은 123분이며 흥행 수입은 약 26억 엔이다. 극장판 제목에서 사용하는 졸리 로저 (Jolly Roger)는 해적기를 뜻한다.

## 시놉시스
휴가를 맞아 300년 전 존재했던 해적과 숨겨진 보물의 전설이 전해지는 신해도를 찾은 코난 일행 전설 속 보물을 찾으려는 트레저 헌터(보물 사냥꾼) 중 한 명이 의문의 죽음을 당하면서 수상한 냄새를 느낀 코난 일행의 수사가 시작된다. 한편, 트레저 헌터들 중 국제적 수배를 받고 있는 위험한 인물들이 있다는 사실이 밝혀져 긴장감이 고조되는 가운데 미란과 보라가 사라지는 사건이 발생하는데…! 과연, 코난은 해적들이 남긴 암호를 풀고 사라져버린 미란과 보라를 찾아낼 수 있을 것인가?!

네이버 영화

## 줄거리
여름 바캉스를 위해 코우미섬(신해도)에 방문한 코난 일행은 보물을 찾기 위해 모인 트레져 헌터를 만난다. 코우미섬(신해도)은 해저에 위치한 고대 유적이 있는 해저 궁전이 발견되면서 유명하게 된 섬. 트레져 헌터가 300년 전에 전설적인 두 명의 여해적 앤 보니와 메리 리드가 남겼다고 알려진 보물을 찾기 위해 바다에 있는 해저 궁전에 가려다가 상어 무리의 습격으로 그중 한 명이 사망했다. 코난 과 하이바라가 그 사람이 입고 있던 조끼를 보다가 비닐조각을 발견했고 그 안에 물고기의 피가 담겨있었다는 사실을 알게된다. 누군가가 물고기의 피가 담긴 비닐을 넣었고 수압의 의해 비닐이 터지며 상어의 습격을 받았다고 생각한다. 그 이후 란과 보라가
나머지 트레져 헌터 2명이 납치해가고 코난은 그사실을 알고 구하러 간다.

## 배경

### 코우미 섬 (신해도)
코난 일행이 여름휴가를 목적으로 방문한 섬으로, 태평양에 있는 섬이다. 300여 년 전 옛 여해적 앤 보니와 메리 리드가 보물을 남긴 곳으로 알려진 곳인데, 이곳에서 일부 보물이 발견되어 보물 사냥꾼과 관광객이 매우 많이 찾는다. 행정상 코우미 촌(신해 마을)에 속하는 섬.

### 요리오야 섬 (노저도)
코우미 섬(신해도) 주변에 있는 작은 섬이다. 동쪽 방향의 가까운 거리의 심해에 '해저 궁전'이 있다. 예전에는 바다 내에 있었지만, 300년 전의 지진으로 섬의 형태로 바뀌었다. 코우미 섬과 같이 이 섬도 코우미 촌(신해 마을)에 속하는 섬이다.

## 한국어판

### 목소리 출연
- 김선혜: 코난(=작은 도일)
- 강수진: 남도일
- 이정구: 유명한
- 이현진: 유미란
- 황원: 브라운 박사
- 우정신: 홍장미(=안시호(쉐리))
- 여민정: 한아름
- 정선혜: 박세모
- 한인숙: 고뭉치
- 조동희: 골롬보
- 서윤선: 백동훈
- 김광국: 신형선
- 한채언: 오지인
- 성완경: 남재한
- 김영진: 마광철
- 권창욱: 이태산
- 한신: 이영재
- 김율: 안수정
- 은영선: 하연지
- 최재익: 우평식
- 손수호: 내레이션 외
- 김신우: 강지승 외
- 김지율: 호텔맨 외
- 이수진: 주점주인 외
- 김가령: 점원 외
- 정유정: 직원 외

### 제작진
- 녹음: 두지현
- 서라운드 믹싱: 이성주
- 화면 수정: 박선후, 송찬미(디지로드)
- 종합 편집: 고재식
- 번역: 이선희
- 우리말 연출: 김의진

## 주요 제작진 / 스태프
- 원작 : 아오야마 고쇼(青山剛昌)
- 각본 : 카시와바라 히로시 (柏原寛司)
- 음악 : 오노 카츠오(大野克夫)
- 스토리 에디터 : 이이오카 쥰이치 (飯岡順一)
- 캐릭터 디자인 / 작화총감독 : 스도 마사모토 (須藤昌朋)
- 디자인 작업 / 작화감독 : 야마나카 쥰코 (山中純子)
- 음향 제작 : AUDIO PLANNING U
- 음향감독 : 이자와 모토리 (井澤 基)
- 음악 제작 : 유니버설 뮤직 (UNIVERSAL MUSIC)
- 애니메이션 제작 : 도쿄 무비
- 애니메이션 제작 협력 : BIG BANG, STUDIO COMET
- 기획 : 스와 미치히코 (諏訪道彦)
- 프로듀서 : 스와 미치히코 (諏訪道彦, 요미우리 TV) / 요시오카 마사히토 (吉岡昌仁, 톰스 엔터테인먼트) 외 3인 (니혼테레비 / 토호 주식회사)
- 감독 / 연출 / 콘티 : 야마모토 야스이치로 (山本泰一郎)

## 주제가
7개의 바다를 건너는 바람과 같이
- 노래 : 아이우치 리나 & 사에구사 유카(愛内里菜&三枝夕夏)
- 작사 : 아이우치 리나 & 사에구사 유카
- 작곡 : 오오노 아이카 (大野愛果)
- 편곡 : 하야마 타케시 (葉山たけし)

## 평가
때 되면 으레 찾아오는 ‘명탐점 코난’이라는 습관
코난 시리즈의 11번째 극장판. 2007년 일본 개봉된 작품이 뒤늦게 국내에 소개됐다. 코난 극장판은 언젠가부터 연례행사처럼 여름과 겨울 국내 관객을 찾고 있는데, 사실 이건 코난 팬들을 위한 이벤트나 다름없다. 탐정물에서 멀어진 만큼 액션 어드벤처에 가까워진 일종의 이벤트. 오프닝은 꽤 인상적이 <루팡3세>등 자잘한 패러디 등이 즐거움을 더하지만 뼈대가 되는 추리의 빈약함을 메우기엔 다소 모자라다. 여타 코난 극장판과 비교해 도드라지는 요소가 별로 없는 평균적인 작품. 시리즈의 특성 상 팬들의 만족도는 상당할 것이라는 게 위안이라면 위안.

송경원 (씨네21) | ★★☆

## 명탐정 코난 《감벽의 관 - 졸리 로저》 제작위원회
- 소학관
- 요미우리 테레비
- 니혼테레비
- 소학관 프로덕션
- 토호 주식회사
- 톰스 엔터테이먼트